# Brzeźnicka Węgorza
Brzeźnicka Węgorza (IPA: [bʐɛʑ'ɲiʦka vɛŋ'gɔʐa]) je rijeka u Poljskoj, koji teče u blizini gradova Węgorzyno i Łobez, u Zapadnopomeranskom vojvodstvu. Brzeźnicka Węgorza je lijeva pritoka rijeke Rega, duga je 40 km.

## Vanjske poveznice
|  | Zajednički poslužitelj ima još gradiva o temi Brzeźnicka Węgorza |